# Вамана

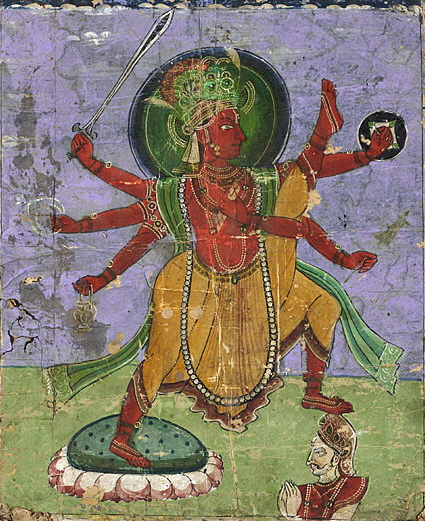
Вамана

Вамана — п'ятий канонічний аватар Вішну, його інкарнація в образі карлика.

## Історія
Походження втілення Вішну в образі Вамани може бути зведене до особливої властивості Вішну — його здатності за допомогою гігантських кроків проходити Землю, Небо й ін. Балі, онук Прахлади, за допомогою суворого аскетизму досяг багатьох милостей від богів. Завдяки його великому благочестю, він одержав владу над трьома світами — небом, землею і підземним світом (пеклом). В результаті Індра утратив своє божественне царство, і тоді його мати Адіті вблагала Вішну допомогти її синові і богам відвоювати їхнє царство назад. Тож Вішну втілився як син Адіті.
Він став перед королем Балі як юний хлопчик Брахмана в той момент, коли король брав участь у приношенні жертви Вішну як Яджна-Пуруші. Наставник Балі Шукрачар'я порадив Балі не давати яких-небудь обіцянок юному Брахмані, оскільки він був ніким іншим, як самим Вішну. Попри це шляхетний Балі сприйняв спілкування з Вішною як велику честь. Він запропонував юному хлопчикові Брахмані просити його про що завгодно, після чого пішло прохання хлопчика відміряти трьома кроками простір, на якому він міг би сидіти в медитації.
Прохання Вамани було задоволене, карлик перетворився і став Трівікрамою (гігантська форма). Першим кроком він переступив через небо, другим — через землю. Король Балі запропонував поставити третій крок на його королівську голову, тому що іншого вільного місця вже не залишилося. Умиротворений Вамана не став робити третього кроку і дозволив Балі вирушити в нижній світ разом з військами демонів і панувати там. Індра повернув собі небесне царство.

## Іконографія

### Вамана
Руки

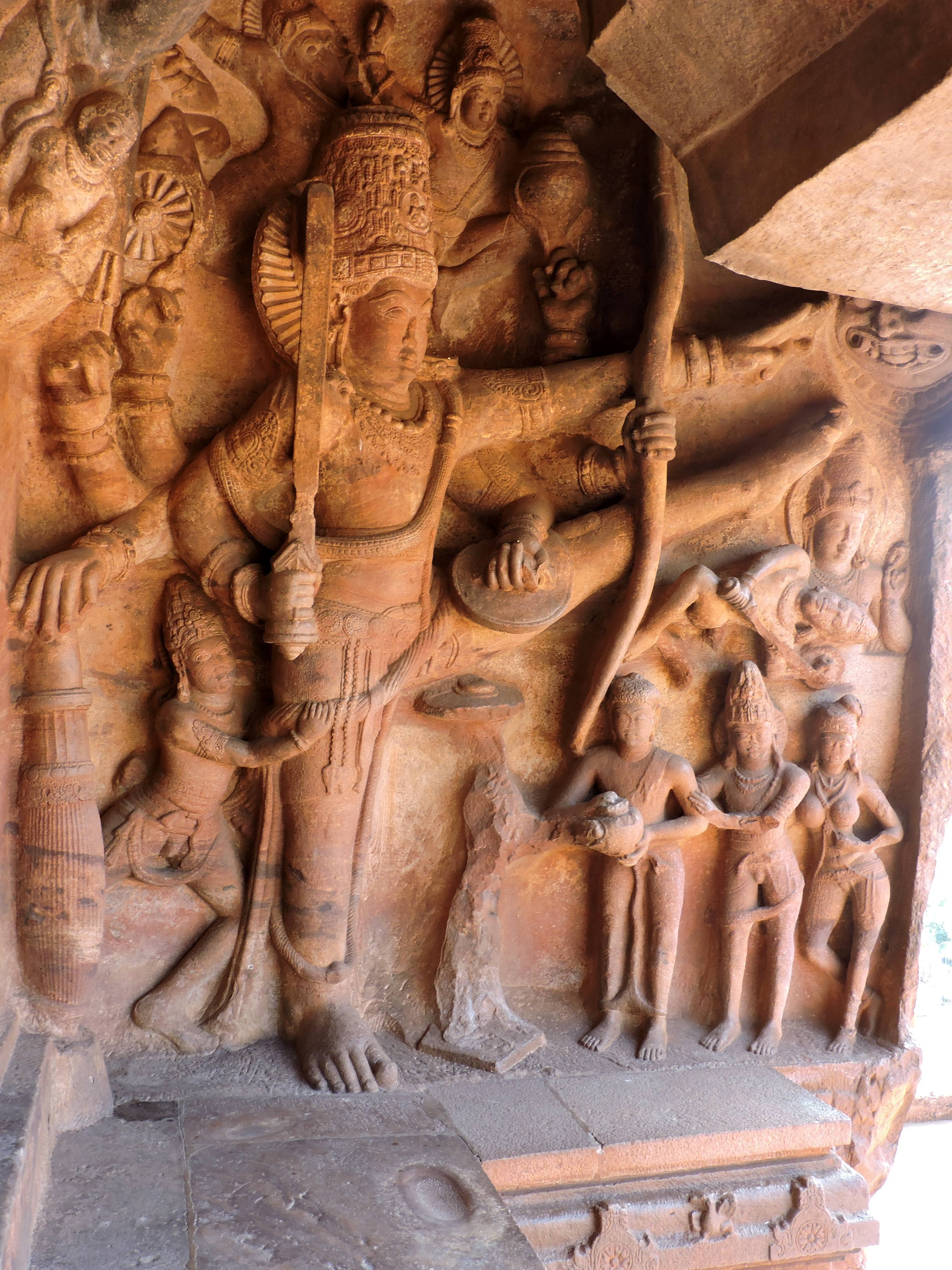
Трівікрама

Дві. В одній він несе судину, в іншій — парасольку. Він носить кільце з трави Куша на третьому пальці, також несе книгу.
Загальне
Жмут волосся Вамани зав'язаний у вузол. Він носить у вухах прикраси (сережки) і оленячу шкіру, а також пов'язку на стегнах, яка прикриває тіло.

### Трівікрама
Позиція ніг
Його права нога повинна щільно стояти на землі. Ліва нога піднята для здійснення гігантського кроку. Вона повинна бути піднята до рівня правого коліна, пупка або чола.
Руки
Чотири або вісім. Якщо він має чотири руки, то одна права рука тримає мушлю, кисть іншої руки тримається піднятою угору. Одна ліва рука несе колесо. Інша ліва рука витягнута паралельно піднятій вгору нозі. Додатково ця рука може бути в захисній або благодайній позиціях.
Супутники
Індра зображається тримаючим парасольку над головою Трівікрами. Варуна і Ваю стоять із двох сторін і тримають опахала. Над ними Сонце і Місяць. Поруч з ними Саньяса, Санака і Санаткумара. Брахма тримає підняту ступню Трівікрами й обмиває її водою, що тече із судини. Шива сидить трохи вище пупка Трівікрами зі складеними руками. Ракшаса Намучі стоїть поруч ноги Трівікрами зі складеними руками. Вахана Вішну Гаруда показується ліворуч, б'ючи крилами Шукрачар'ю за його пораду Балі. Праворуч стоїть Вамана тримаючи свою парасольку і в чеканні дарунка Балі. Балі стоїть тримаючи у своїх руках золоту судина, за ним стоїть його дружина. Вище Трівікрами знаходиться Джамбаван, що робить переможний барабанний дріб.